# Refinitiv

Refinitiv est un fournisseur mondial américano-britannique de données et d'infrastructures sur les marchés financiers, fondé en 2018. L'entreprise est une filiale du London Stock Exchange Group. 
En 2021, le chiffre d'affaires de Refinitiv est de 4,6 milliards de livres sterling.

## Historique
En octobre 2018, Thomson Reuters vend 55 % de sa division Financial & Risk à Blackstone Group. La nouvelle co-entreprise est intitulée Refinitiv et valorisée 20 milliards USD. À sa fondation, l'entreprise compte 18 500 employés.
En 2020, Refinitiv représente 19,4 % du marché de l'information financière, devancée par son principal concurrent Bloomberg LP (33 %).
En janvier 2021, Refinitiv est revendue par ses propriétaires au London Stock Exchange Group (qui possède aussi la Bourse de Londres), la valorisant à 27 milliards USD. Thomson Reuters conserve 15 % du capital de Refinitiv. Le mois suivant, Refinitiv, Moody's et S&P Global Ratings créent un conseil commun pour harmoniser les données financières en lien avec les critères environnementaux, sociaux et de gouvernance (ESG) au sein de la Future of Sustainable Data Alliance.

## Activités
Refinitiv compte plus de 40 000 clients répartis dans 190 pays, principalement des opérateurs financiers privés et des investisseurs institutionnels.
Le produit le plus connu commercialisé par Refinitiv est la suite logicielle Eikon (en), transmettant en temps réel des données liées aux marchés boursiers et monétaires.
Refinitiv opère la base de données World-Check (en) consacrée aux personnes politiquement exposées et aux personnes et organisations à risque élevé. Elle est utilisée dans le monde entier pour aider à identifier et gérer les risques financiers, réglementaires et de réputation. Les données sont collectées auprès d'organismes étatiques ou internationaux tels que le FBI ou l'ONU. Cette base de données est utilisée par les organisations bancaires dans le cadre de leurs obligations réglementaires de vérification de leurs clients.
Refinitiv distribue les dépêches de Reuters à ses clients. Elle rémunère en conséquence l'agence de presse, elle-même filiale de Thomson Reuters.

## Concurrence
Refinitiv est en concurrence sur le marché de l'information et de l'analyse financière (estimé à 50 milliards de dollars en 2018) avec Bloomberg LP, SIX Financial Information, FactSet ou S&P Global.